# 红壳箭竹
红壳箭竹（学名：Fargesia porphyrea）为禾本科箭竹属下的一个种。

## 扩展阅读
- 維基物種上的相關：红壳箭竹